# Dressleria dilecta
Dressleria dilecta es una especie de orquídea epifitas de la tribu Cymbidieae, de la familia Orchidaceae.  Es originaria de América.

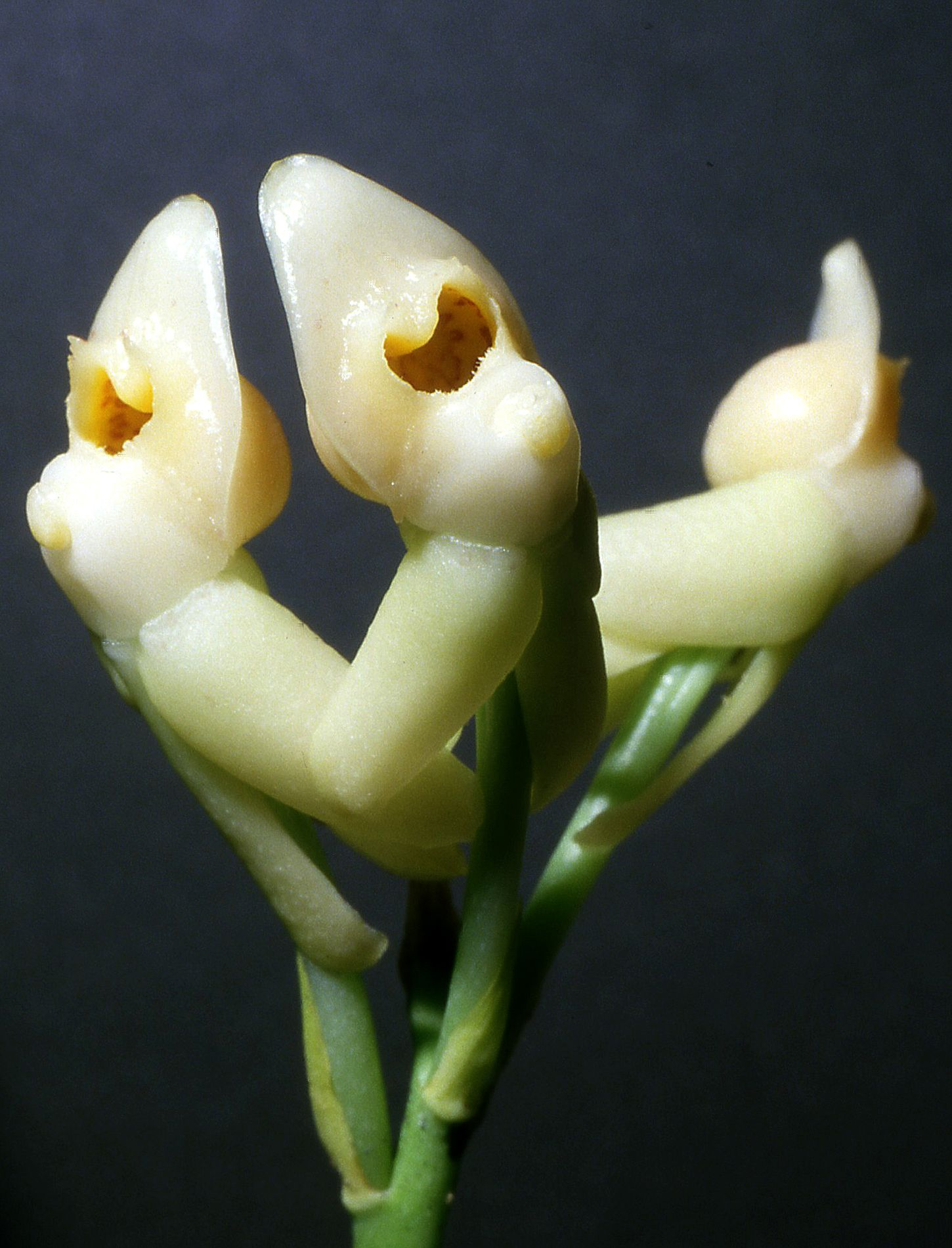
Detalle de la flor

## Descripción
Es una orquídea de pequeño a mediano tamaño con hábitos de epifitas, con pseudobulbos de 10 cm de largo y 3.5 cm de ancho. Hojas de 38 cm de largo y 8 cm de ancho, con 3 nervios prominentes; pecíolo conduplicado. Inflorescencia subcapitada con 12–20 flores de fragancia agradable, el pedúnculo 14 cm de largo, revestido de 3 vainas imbricadas, las flores con sépalos y pétalos amarillo-verdoso claros, el labelo algo translúcido con cavidad anaranjada y manchas rojas; sépalos 17 mm de largo y 6 mm de ancho, carnosos, carinados, subrugosos; pétalos 15 mm de largo y 10 mm de ancho, carnosos; labelo orbicular, profundamente sacciforme, 14 mm de largo y 11 mm de ancho con una apertura transversal, entero, con bordes delgados y erectos, carnoso, la cavidad rodeada por una carina tuberculosa algo elevada, el interior de la cavidad papiloso; columna 8 mm de largo y de ancho, completamente adnada a la base del labelo.

## Distribución
Se encuentra en Nicaragua, Costa Rica, Panamá, Venezuela, Colombia y Ecuador en alturas entre 500 y 1.500 metros.

## Taxonomía
Dressleria dilecta fue descrita por (Rchb.f.) Dodson y publicado en Selbyana 1(2): 132. 1975.
Sinonimia
- Catasetum dilectum Rchb.f.	[3][4]

Etimología
Dressleria (abreviado Dress.): nombre genérico otorgado en honor del Dr. Robert Louis Dressler, notable orquideólogo y taxónomo norteamericano.

dilecta: epíteto latíno que significa "seleccionada"